# Karta Lipska na rzecz zrównoważonego rozwoju miast europejskich
Karta Lipska na rzecz zrównoważonego rozwoju miast europejskich (ang. Leipzig Charter on Sustainable European Cities) – dokument przyjęty w Lipsku, w dniach 24-25 maja 2007, z okazji nieformalnego spotkania ministrów z państw Unii Europejskiej w sprawie rozwoju miast i ich spójności terytorialnej.

## Hasło przewodnie Karty
Europa potrzebuje silnych miast i regionów, w których dobrze się żyje

## Istota
Karta jest dokumentem państw członkowskich Unii, w którym zawarto wspólne i spójne zasady zrównoważonego rozwoju miast. Ministrowie zobowiązują się, w myśl zasad zawartych w Karcie, do:
- zainicjowania w poszczególnych państwach debaty publicznej na temat przyszłości rozwoju miast europejskich,
- zastosowania zintegrowanego rozwoju miast oraz wzmocnienia struktur decyzyjnych, niezbędnych do wdrożenia takiego rozwoju na poziomie krajowym,
- promowania zrównoważonej organizacji terytorialnej opartej na tradycyjnej europejskiej policentrycznej strukturze miejskiej.

## Podstawy
Kartę przygotowano w oparciu o następujące (wcześniejsze) dokumenty unijne:
- raport Zintegrowany rozwój miejski warunkiem powodzenia zrównoważonego rozwoju miast (Niemcy),
- Strategie modernizacji środowiska fizycznego w najuboższych obszarach miejskich,
- Wzmocnienie gospodarki lokalnej i lokalnej polityki rynku pracy w najuboższych obszarach miejskich,
- Zrównoważony transport miejski a najuboższe obszary miejskie.

## Podstawowe zagadnienia
W karcie uważa się miasta europejskie (bez względu na wielkość) za cenne i niezastąpione dobra gospodarcze, społeczne i kulturowe. W planowaniu ich dalszego rozwoju należy uwzględniać wszystkie wymiary rozwoju zrównoważonego, tj. dobrobyt gospodarczy, równowagę społeczną i zdrowe środowisko życia. Przy tym należy zwrócić szczególną uwagę na aspekty kulturowe i zdrowotne oraz zdolności instytucjonalne poszczególnych państw członkowskich Unii.
Miasta są centrami wiedzy i innowacji, ale występują w nich problemy społeczne i demograficzne oraz zagrożenie wykluczeniem społecznym, co może w efekcie powodować, że rola miast, jako motorów dobrobytu stanie się zagrożona. Rozwiązanie tych problemów wymaga interdyscyplinarnego skoordynowania polityk na szczeblu lokalnym, regionalnym i krajowym. Konieczne jest zintegrowane podejście do zagadnień planowania urbanistycznego.

## Zalecenia
Wykorzystanie na większą skalę zintegrowanego podejścia do polityki rozwoju miejskiego. Polityka ta jest kluczowym warunkiem wdrażania strategii całościowego zintegrowanego rozwoju w UE. W wyniku połączenia wiedzy (Know-how) i środków finansowych, ograniczone z reguły fundusze publiczne mogą być efektywniej wykorzystane, a proces inwestycyjny bardziej skoordynowany. W ten sposób do procesu rozwoju miast włączane są osoby spoza administracji – wolontariusze, mieszkańcy, działacze lokalni. Mają oni wpływ na kształtowanie swojego bezpośredniego środowiska życiowego. Należy więc:
- analizować bieżącą sytuację (otaczającą rzeczywistość),
- koordynować (ustalać) plany i strategie miejskie,
- angażować obywateli i partnerów instytucjonalnych, celem zwiększenia potencjału wiedzy.

Koordynacja na poziomie lokalnym i miejskim musi zostać wzmocniona. Celem jest osiągnięcie równorzędnego partnerstwa pomiędzy miastami a obszarami wiejskimi oraz pomiędzy małymi, średnimi i dużymi miastami w aglomeracjach. Celem jest bliskie związanie miast na poziomie europejskim.

## Strategie
- tworzenie i zapewnianie przestrzeni publicznej wysokiej jakości, poprzez dobry standard budownictwa (niem. Baukultur). Jest to szczególnie ważne dla zachowania dziedzictwa architektonicznego. Budynki historyczne, przestrzenie publiczne oraz ich wartość miejska muszą koniecznie zostać zachowane. Przyciąga to inwestorów, siłę roboczą, turystów i umacnia jedność oraz tożsamość mieszkańców,
- modernizacja sieci infrastruktury i poprawa wydajności energetycznej. Zakłada się tworzenie lub rozwijanie zrównoważnonego, dostępnego i niezbyt kosztownego transportu miejskiego, posiadającego skoordynowane połączenia z sieciami transportu regionalnego. Należy łączyć (integrować) różne rodzaje transportu, ze szczególnym uwzględnieniem infrastruktury dla pieszych i rowerzystów. Instalacje wodne, oczyszczalnie ścieków i inne sieci winny być ulepszane w jak najwcześniejszym stadium. Kluczowymi warunkami zrównoważonych usług komunalnych są wydajność energetyczna i oszczędne gospodarowanie zasobami naturalnymi (np. zwiększanie wydajności energetycznej budynków, zwłaszcza starych lub wielkopłytowych). Podstawą miast winna być zwarta struktura zasiedlenia (w przeciwieństwie do rozlanych suburbiów), co usprawnia komunikację i wpływa na integrację (lub reintegrację) społeczną. Można to uzyskać m.in. poprzez kontrolę dostępności gruntu i spektakularne inwestycje budowlane (np. Muzeum Guggenheima w Bilbao). Nowe technologie informatyczne winny być szeroko dostępne dla użytkowników, a jednocześnie szeroko stosowane w zarządzaniu miastem. Ograniczenie komunikacji indywidualnej wpłynie także na ograniczenie emisji szkodliwych związków lotnych w miastach,
- miasta są ośrodkami tworzenia i przekazywania dużych zasobów wiedzy. Należy więc podnosić jakość sieci edukacyjnych od przedszkoli do uniwersytetów. Zintegrowany rozwój miast i wysoka samoświadomość ich mieszkańców wspiera dialog społeczny i międzykulturowy.

## Najuboższe dzielnice
Miasto, które ma tworzyć zintegrowaną całość musi zwrócić szczególną uwagę na dzielnice najuboższe i najsłabiej zainwestowane. W obrębie jednego miasta mogą istnieć ogromne różnice społeczno-gospodarcze (enklawy biedy), w dostępie do edukacji i środowisku bytowym. Często, wraz z upływem czasu, zamiast redukcji, ulegają one pogłębieniu. Konieczne jest jak najwczesniejsze dostrzeżenie znaków ostrzegawczych i podjęcie środków zaradczych w zarodku. Ważną rolę odgrywa tutaj polityka mieszkalnictwa socjalnego. Zdrowe i przystępne cenowo mieszkania mogą zwiększać atrakcyjność dzielnic dla osób młodych i w wieku emerytalnym, co z kolei przekłada się na zapewnienie stabilności w tych rejonach (np. Karl-Marx-Hof).
Najważniejsze strategie dla dzielnic zagrożonych degradacją:
- podnoszenie jakości środowiska fizycznego: działalność gospodarcza i inwestycje, poprawa wyglądu przestrzeni publicznej i wydajności energetycznej budynków,
- wzmacnianie gospodarki lokalnej i polityki na rynku pracy: aktywizacja sił gospodarczych tkwiących w społeczności dzielnicy, ułatwienia w zakładaniu firm, szkolenia zgodne z rozeznanym zapotrzebowaniem,
- aktywna polityka edukacji i szkoleń dla dzieci i młodzieży: ulepszenie i dostosowanie systemów edukacyjnych,
- promowanie sprawnego i korzystnego cenowo transportu miejskiego: zrównanie szans w dotarciu do miejsc pracy, integracja z resztą miasta, uporządkowanie przestrzeni publicznej (np. strefy uspokojonego ruchu), dostosowanie ulic do potrzeb pieszych i rowerzystów, a nie wielkich potoków samochodowych.

## Podsumowanie
Polityka rozwoju miast winna być ustalana na poziomie krajowym (co do ogólnych założeń). Istotne jest, aby państwa członkowskie Unii miały możliwość korzystania z europejskich funduszy strukturalnych w wypadku ważnych zintegrowanych programów rozwoju miejskiego. Wykorzystanie tych funduszy powinno być ściśle ukierunkowane na poszczególne trudności i możliwości, a także uwzględniać szanse, problemy i specyficzne warunki państw-członków.
Postulatem zawartym w Karcie Lipskiej jest potrzeba stworzenia europejskiej platformy, w ramach której będą gromadzone i rozwijane sprawdzone wzorce, dane statystyczne, analizy porównawcze, oceny, przeglądy partnerskie i inne badania urbanistyczne, mające na celu wspieranie osób zaangażowanych w rozwój miejski na wszystkich poziomach i we wszystkich sektorach.
Karta Lipska jest wykładnią postępowania nie tylko dla miast europejskich, ale także dla innych wysoko rozwiniętych regionów świata. Jej rozwiązania wpisują się w nurt Nowego Urbanizmu.